# Force des missiles de l'Armée populaire de libération
La Force des missiles de l'Armée populaire de libération (en chinois : 中国人民解放军火箭军) est l'une des quatre branches de l'Armée populaire de libération (au même titre que l'armée de terre, la marine et l'armée de l'air) — crée le 1er janvier 2016 à partir du second corps d'artillerie (en chinois : 第二炮兵部队) — et constitue la composante terrestre de l'arsenal nucléaire chinois.

## Historique
La Force des missiles est issue d'une réorganisation majeure intervenue au sein de l'APL. Cette réorganisation a été annoncée en 2014 par le président Xi Jinping lors du 70e anniversaire de la capitulation du Japon. Cette réforme a abouti à la création du commandement général de l'Armée de terre (dont la direction était éclatée entre quatre départements) et de deux nouvelles branches de l'APL : la Force des missiles (dissuasion nucléaire) et la Force de soutien stratégique (chargée de la guerre électronique, de la guerre psychologique, de la cyberguerre et des missions spatiales militaires), cette dernière étant dissoute en 2024,,. Jusque là, l'arsenal nucléaire de la Chine était sous la responsabilité du second corps d'artillerie depuis sa création en 1966.

## Missions
La Forces des missiles a pour mission de surveiller l'arsenal nucléaire chinois. Dans son discours d'inauguration de cette composante, Xi Xinping à expliqué qu'elle doit constituer « la force clé de la dissuasion stratégique, le renfort stratégique de la position du pays en tant que puissance significative, et une base importante pour maintenir la sécurité nationale ». Cependant, Yang Yujun, porte-parole du ministère de la Défense nationale de la république populaire de Chine, a précisé que la création de la Force des missiles ne changeait pas fondamentalement la politique nucléaire de la Chine, à savoir qu'elle ne serait pas la première à utiliser l'arme nucléaire et qu'elle ne conserverait que la quantité minimale requise à la garantie de sa sécurité nationale.

## Organisation
Très peu de données publiques sont fournies par le gouvernement chinois, et les chiffres données par les diverses organisations gouvernementales et instituts privées ne sont que des évaluations. 
Selon la Defense Intelligence Agency américaine, elle déploie en 2025 environ 900 missiles balistiques à courte portée (contre 1 000 en 2023), 1 300 missiles balistiques à moyenne portée (contre 1 000 en 2023), 500 missiles balistiques à portée intermédiaire (similaire à 2023), 400 missiles balistiques intercontinentaux (contre 350 en 2023) et 400 missiles de croisière à lanceur terrestre (contre 300 en 2023).

### Commandants
- Général Zhou Yaning (en) (2017-2022)
- Général Li Yuchao (en) (2022-2023)
- Général Wang Houbin (en) (depuis 2023)